# Cmentarz przy al. Powstańców Wielkopolskich w Pile
Stary Cmentarz w Pile – zabytkowy cmentarz w Pile położony na osiedlu Zamość przy alei Powstańców Wielkopolskich (dawniej Krojanker Straße).

## Historia
Cmentarz powstał w połowie XIX w. jako cmentarz katolicki na potrzeby pochówków mieszkańców miasta. W 1945 cmentarz został przejęty przez państwo, ale pozostawał w gestii parafii rzymskokatolickiej p.w. św. Antoniego w Pile. Ostatni pochówek miał miejsce 21 września 1964, a następnie cmentarz został zamknięty dla nowych dochowań i stał się wyłączną własnością Skarbu Państwa. W 1990 na podstawie ustawa z dnia 17 maja 1989 r. o stosunku Państwa do Kościoła Katolickiego w Polskiej Rzeczypospolitej Ludowej teren cmentarza zwrócono parafii św. Antoniego. 11 lutego 1997 aktem notarialnym cmentarz został przekazany parafii św. Stanisława Kostki. 30 sierpnia 2005 uchwałą Rady Miasta samorząd wyraził chęć nieodpłatnego nabycia w formie darowizny w skład majątku gminy cmentarza położonego w Pile przy al. Powstańców Wielkopolskich, oznaczonej numerem geodezyjnym 92/1, o powierzchni 1,3248 ha, stanowiącej własność parafii rzymskokatolickiej p.w. św. Stanisława Kostki w Pile, zapisanej w księdze wieczystej KW 8658, prowadzonej przez Sąd Rejonowy w Pile.